# The Ghosts (film 1914)
The Ghosts è un cortometraggio muto del 1914 diretto da William J. Bauman su un soggetto di Mary H. O'Connor.

## Produzione
Il film fu prodotto dalla Vitagraph Company of America.

## Distribuzione
Il film venne registrato per il copyright con il titolo The Ghosts; or, Who's Afraid?. Distribuito dalla General Film Company, uscì nelle sale cinematografiche statunitensi il 18 marzo 1914.